# John Holt
John Holt (nascido John Kenneth Holt, Kingston, 11 de julho de 1947 – Londres, 19 de outubro de 2014) foi um cantor e compositor de reggae jamaicano.
Nascido na região de Greenwich Farm, na capital jamaicana, John Holt começou no mundo da música aos 12 anos, quando participou de concursos de música, muitos comuns na Jamaica daquele tempo. Mas ele ficaria conhecido ao se juntar ao grupo de rocksteady The Paragons, em 1964, substituindo originalmente o líder da banda, Leroy Stamp.

## Morte
Holt faleceu no dia 19 de Outubro de 2014, vitima de câncer colorretal no Reino Unido. Ele enterrado no Eltter Garden Park, localizado na Jamaica.

## Álbum
Na voz de Holt, foi lançada a canção "The Tide Is High" em 1967, que depois seria gravada com grande êxito comercial pelo grupo de rock britânico Blondie. Ainda pelos Paragons, ele gravou alguns sucessos nas paradas jamaicanas, como "Tonight", "Ali Baba", "I See Your Face" e "Wear You to the Ball".
Em 1970, ele deixou os Paragons para se concentrar em sua carreira solo e logo se tornou um dos grandes nomes do reggae na Jamaica, em especial pelo suave e romântico que imprimia em seus trabalhos. Sua gravação de "Stick By Me" foi a canção mais vendida em seu país em 1972.
Seu maior sucesso no Reino Unido veio em 1974, quando gravou uma versão de "Help Me Make It Through the Night", de Kris Kristofferson, que ficou 11 semanas no top 40 britânico, tendo chegado ao número seis. Na década de 1980, seu grande hit foi "Police in Helicopter", de 1983. Ao longo de sua carreira, Holt lançou quase 40 discos, a maioria dos quais pelo selo Trojan Records. Seu último álbum de estúdio, chamado "Peacemaker", foi lançado em 1993.

## Discografia

### Álbuns
- A Love I Can Feel (1970) Bamboo
- Holt (1971) Jaguar
- Still in Chains (1971) Trojan
- Greatest Hits (1972) Melodisc
- OK Fred (1972) Melodisc
- Pledging My Love (1972) Jackpot/Trojan
- The Further You Look (1973) Trojan
- Time Is The Master (1973) Moodisc
- One Thousand Volts Of Holt (1973) Originally Trojan, atual Secret Records
- Dusty Roads (1974) Trojan
- Before the Next Tear Drop (1976) Klik
- Up Park Camp (1976) Channel One
- Channel One Presents The Magnificent John Holt (1977) Channel One
- Roots of Holt (1977) Trojan
- Showcase (New Disco Style) (1977) Thunderbolt
- Holt Goes Disco (1978) Trojan
- In Demand (1978) Dynamic Sounds
- Let It Go On (1978) Trojan
- Super Star (1978) Weed Beat
- The Impressable John Holt (Disco Mix) (1978) Harry J
- A1 Disco Showcase (1981) Taurus
- Introspective (1980) Dynamic Sounds
- My Desire (1980) Jackpot
- Just the Two of Us (1982) CSA
- Sweetie Come Brush Me (1982) Volcano
- Gold (1983) Creole
- Police in Helicopter (1983) Greensleeves Records/Arrival
- For Lovers and Dancers (1984) Trojan
- Live in London (1984) Very Good
- Wild Fire (1985) Natty Congo/Tad's (com Dennis Brown)
- Vibes (1985) Leggo Sounds
- The Reggae Christmas Hits Album (1986) Trojan
- From One Extreme to Another (1986) Beta
- Time Is The Master (1988) Creole
- Rock With Me Baby (1988) Trojan
- If I Were a Carpenter (1989)
- Why I Care (1989) Greensleeves
- Reggae, Hip House, R&B Flavor (1993)
- Peacemaker (1993)